# Хорошеборское сельское поселение
Хорошебо́рское се́льское поселе́ние — муниципальное образование в Топкинском районе Кемеровской области. Административный центр — посёлок Раздолье.

## История
Хорошеборское сельское поселение образовано 17 декабря 2004 года в соответствии с Законом Кемеровской области № 104-ОЗ.

## Население
| 2010  | 2011  | 2012  | 2013  | 2014  | 2015  | 2016  |
| ----- | ----- | ----- | ----- | ----- | ----- | ----- |
| 1773  | ↘1772 | ↘1744 | ↘1699 | ↘1681 | ↘1641 | ↘1638 |
| 2017  | 2018  | 2019  |       |       |       |       |
| ↘1615 | ↘1589 | ↘1536 |       |       |       |       |

## Состав сельского поселения
| № | Населённый пункт  | Тип населённого пункта          | Население |
| - | ----------------- | ------------------------------- | --------- |
| 1 | Верх-Мостовинский | посёлок                         | 25        |
| 2 | Опарино           | деревня                         | 747       |
| 3 | Раздолье          | посёлок, административный центр | 776       |
| 4 | Хорошеборка       | село                            | 160       |
| 5 | Чаща              | деревня                         | 65        |